# Waddy Butler Wood
Waddy Butler Wood (Saint Louis, Missouri, 1869 - Warrenton, Virgínia, 25 de gener del 1944) fou un destacat arquitecte nord-americà resident i actiu a Washington DC a principis del segle xx. Tot i que Wood projectà i reformà nombroses residències privades, és conegut sobretot pels encàrrecs que rebé d'edificis institucionals, com ara bancs, edificis d'oficines i seus governamentals. Algunes de les seves obres més famoses són la casa de l'expresident Woodrow Wilson i la seu del Departament d'Interior dels Estats Units.

## Llista d'obres de Wood inscrites alRegistre Nacional de Llocs Històrics
- East Capitol Street Car Barn, a Washington DC (1896), d'estil neoromànic.
- Ampliació del Portsmouth Naval Hospital, a Portsmouth, Virgínia (1902).
- Armstrong Manual Training School, a Washington DC (1902).
- Alice Pike Barney Studio House, a Washington DC (1902), actualment, l'ambaixada de Letònia.
- Bachelor Apartment House, a Washington DC (1905).
- Emmanuel Episcopal Church, a Greenwood, Virgínia (1905-1915).
- Geophysical Laboratory of the Carnegie Institution, a Washington DC (1906), actualment la seu de Levine School of Music.
- Union Trust Building, a Washington DC (1907), actualment la seu de l'American Bar Association.
- Masonic Temple, a Washington DC (1907), actualment el National Museum of Women in the Arts.
- Ampliació i reforma de la Faulkner House, a Charlottesville, Virgínia (1907).
- Reforma de la Woodlawn Plantation, a Fairfax, Virgínia (no es coneix l'any).
- Tucker House, a Washington DC (1913), actualment el Textile Museum.
- The Woodrow Wilson House, a Washington DC (1915).
- Ampliació i reforma de la Bushfield Manor, a Mount Holly, Virgínia (1916).[1]
- Commercial National Bank, a Washington DC (1919).
- Gunston Hall, a Biltmore Forest, Carolina del Nord (1923).
- Blue Ridge Farm, a Greenwood, Virgínia (1923-1927).
- Department of the Interior, a Washington DC (1934–1938).

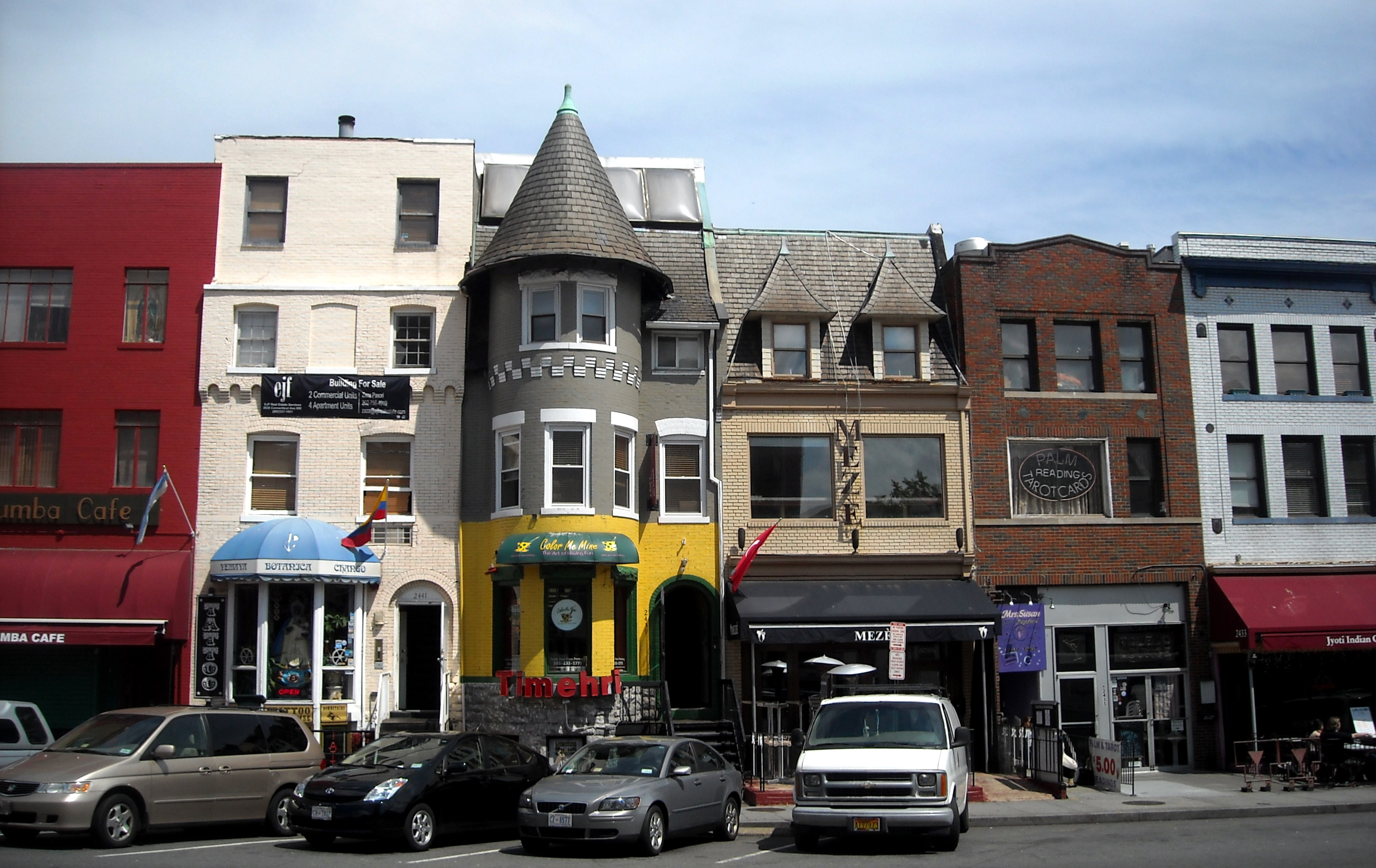
Grup de 6 cases diferents (1897).
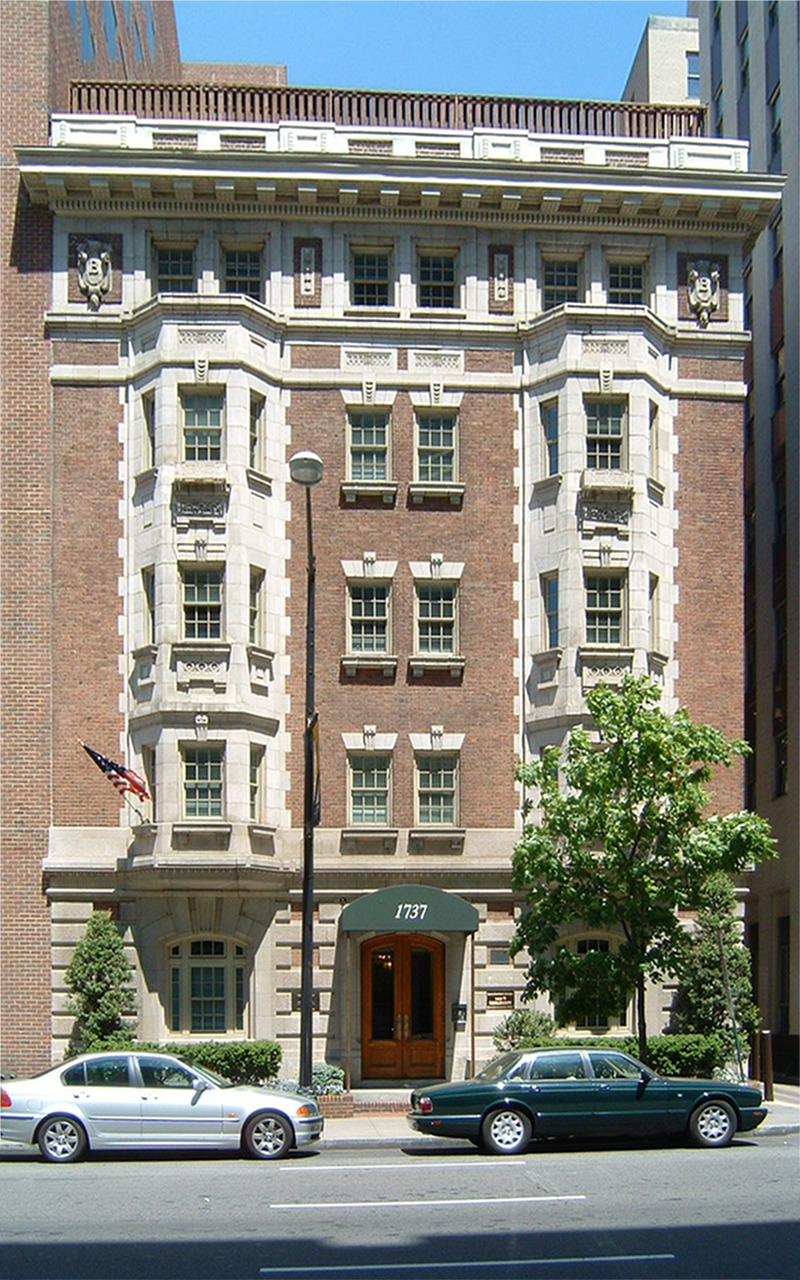
The Bachelor (1905).
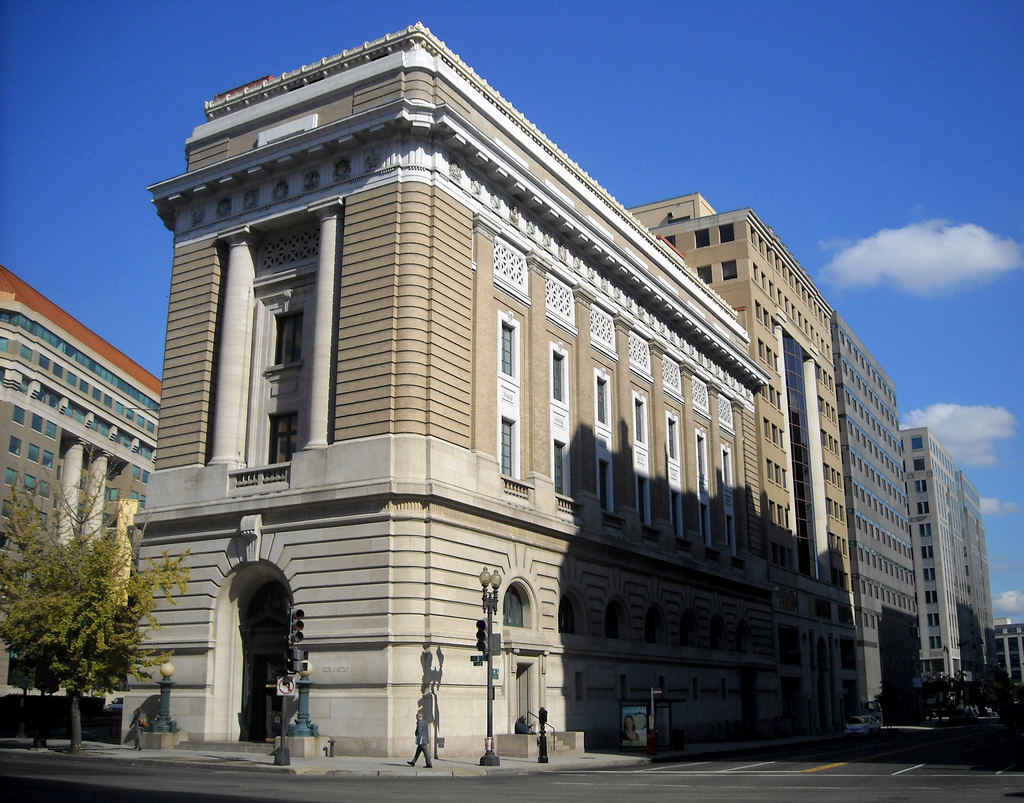
Un antic temple massònic (1907).
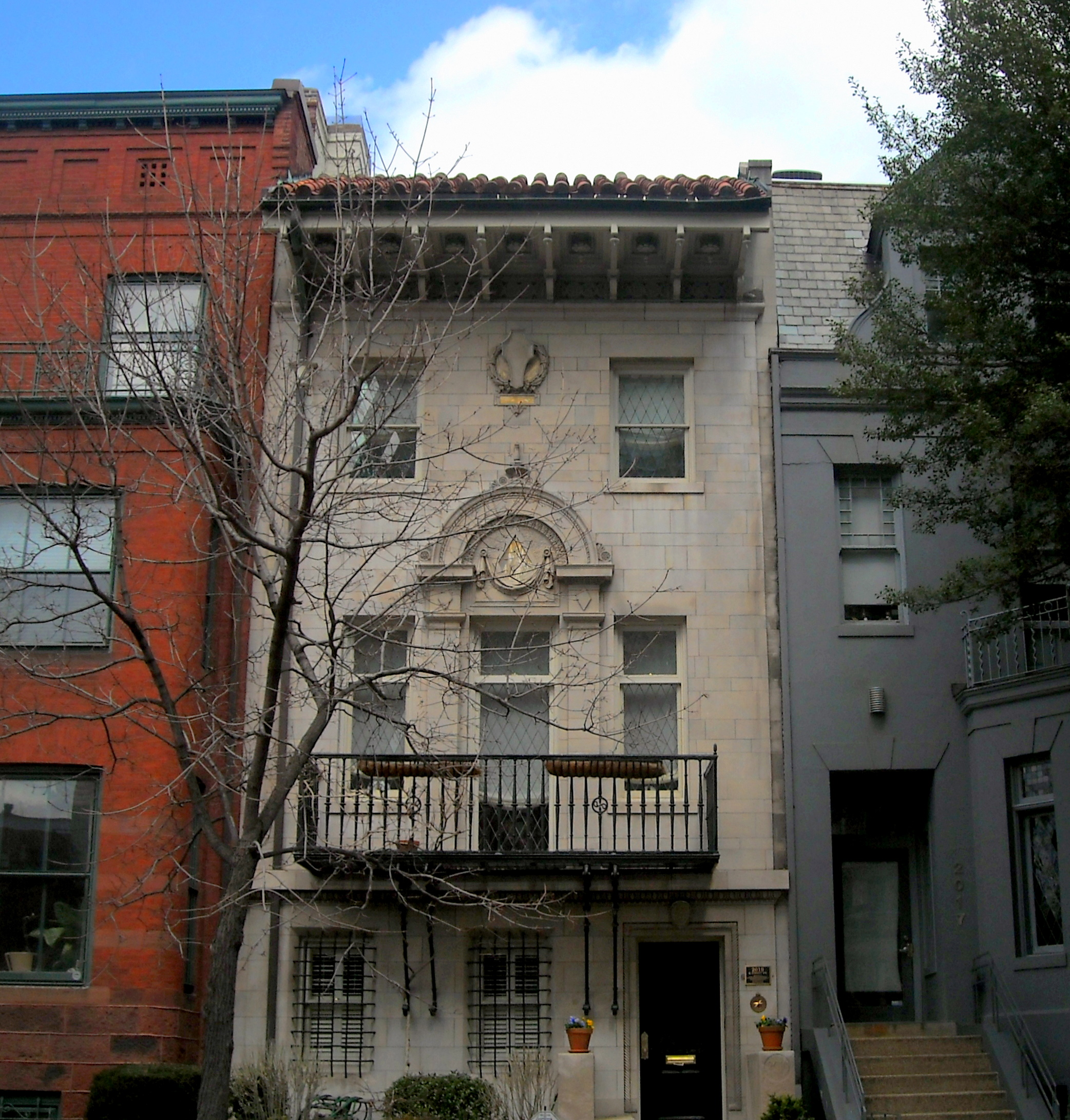
Antiga residència de Wood (1910).
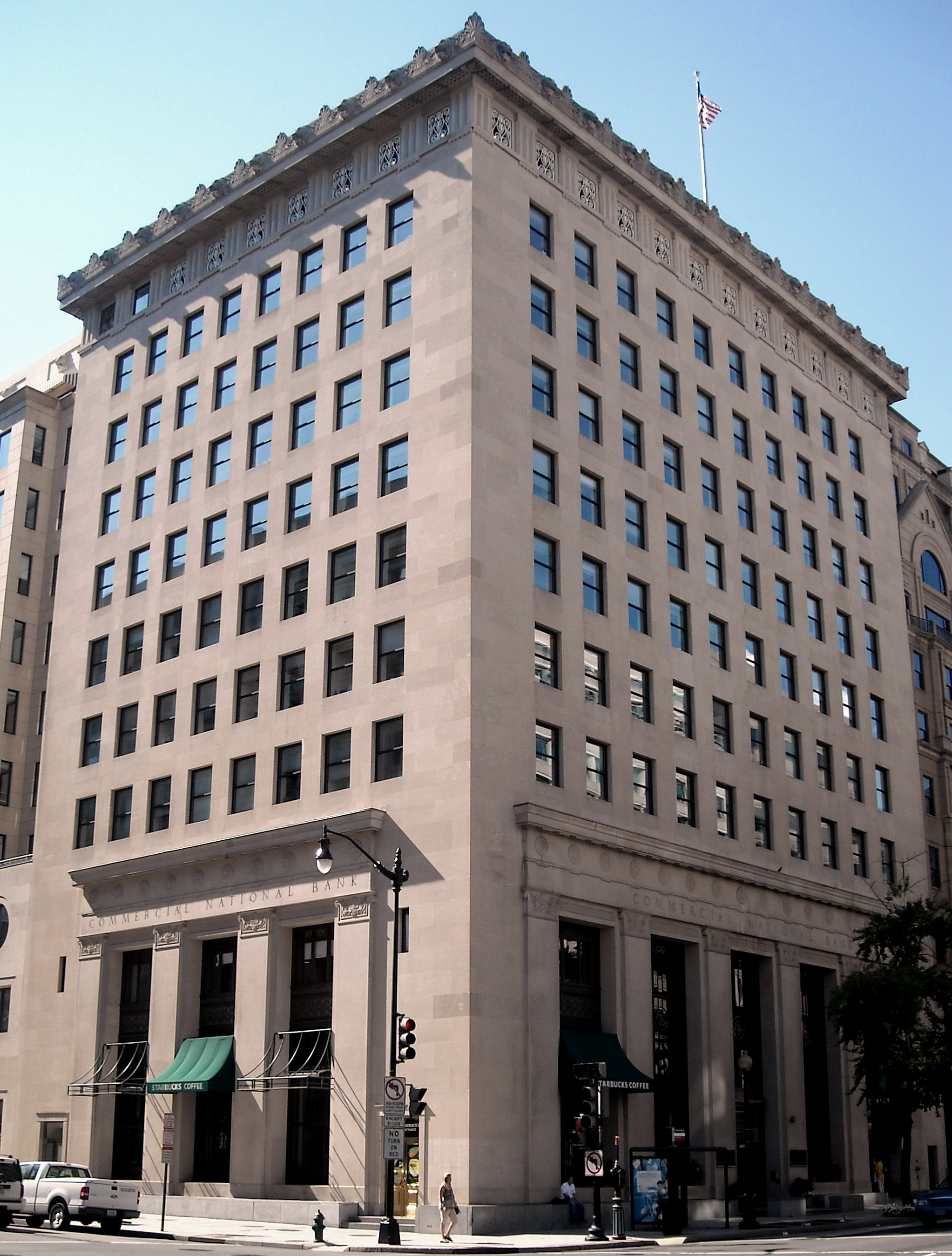
Commercial National Bank (1919).